# Villalba del Rey
Villalba del Rey è un comune spagnolo di 566 abitanti situato nella comunità autonoma di Castiglia-La Mancia.